# Бор (Дзержинське сільське поселення)
Бор (рос. Бор) — присілок у Лузькому районі Ленінградської області Російської Федерації.
Населення становить 132 особи. Належить до муніципального утворення Дзержинське сільське поселення.

## Історія
Згідно із законом від 28 вересня 2004 року № 65-оз належить до муніципального утворення Дзержинське сільське поселення.

## Населення
| 1838 | 1862 | 1997 | 2007 | 2010 |
| ---- | ---- | ---- | ---- | ---- |
| 143  | ↘119 | ↗143 | ↘139 | ↘132 |